# Gare de Saintes
Gare de Saintes vasútállomás Franciaországban, Saintes településen.

## Vasútvonalak
Az állomást az alábbi vasútvonalak érintik:
- Chartres–Bordeaux-vasútvonal
- Nantes–Saintes-vasútvonal
- Saintes-Royan-vasútvonal

## Kapcsolódó állomások
A vasútállomáshoz az alábbi állomások vannak a legközelebb:
- Gare de Taillebourg
- Gare de Saint-Hilaire - Brizambourg
- Gare de Beillant
- Gare de Saujon
- Gare de Saint-Savinien-sur-Charente